# Livia Klausová
Livia Mištinová épouse Klausová, née le 10 novembre 1943 à Bratislava (Slovaquie), est une économiste et diplomate tchèque, première dame de la République tchèque de 2003 à 2013 de par son union avec l'ancien président de la République tchèque, Václav Klaus.

## Biographie
Elle est la fille de Stefan Miština, haut fonctionnaire (chargé de la confiscation des biens juifs) du régime pro-fasciste de Jozef Tiso puis du régime communiste (chargé de la répression des dissidents), et à l'origine des « voyages d'étude » et autres avantages de la carrière de son gendre le futur président Vaclav Klaus.
Diplômée de l'École supérieure d'économie de Prague, elle y rencontre Václav Klaus, auquel elle s'unit en 1968. Le couple a deux fils : Václav (1969) et Jan (1974).
Durant la présidence de son époux, de 2003 à 2013, Livia Klausová met officiellement sa carrière entre parenthèses, dans le dessein de se consacrer à la charge officieuse mais protocolaire de Première dame. Parallèlement, elle accumule plusieurs participations dans des entreprises privatisées par son époux, par exemple dans les cristalleries Preciosa[réf. nécessaire].
Son époux ayant quitté le château de Prague le 7 mars 2013, l'ex-Première dame est nommée, le 31 juillet suivant, ambassadrice de la République tchèque en Slovaquie par le gouvernement de l'économiste Jiří Rusnok. L'annonce n'est rendue publique que quelques jours plus tard ; selon bien des journalistes et experts, cette nomination serait une récompense du soutien offert par l'épouse de l'ancien chef de l'État au président Miloš Zeman, lorsque celui-ci n'était encore que candidat à l'élection présidentielle de janvier 2013 et un retour d'ascenseur pour la bienveillance de Klaus lors de l'épisode du « contrat d'opposition »[Quoi ?][réf. nécessaire].